# Preila
Preila (tyska: Preil) är en ort på Kuriska näset i Klaipėda provins, Litauen. Orten ligger i kommunen Neringa och hade 205 invånare 2001.